# Atractosoma blechnorum
Atractosoma blechnorum är en mångfotingart som beskrevs av Karl Wilhelm Verhoeff 1936. Atractosoma blechnorum ingår i släktet Atractosoma och familjen knöldubbelfotingar. Inga underarter finns listade i Catalogue of Life.